# Gare d’Étigny – Véron
Gare de Étigny - Véron – przystanek kolejowy w Étigny, w departamencie Yonne, w regionie Burgundia-Franche-Comté, we Francji.
Jest przystankiem kolejowym Société nationale des chemins de fer français (SNCF), obsługiwanym przez pociągi TER Bourgogne.

## Położenie
Znajduje się na wysokości 76 m .n.p.m., 120,199 km linii Paryż – Marsylia, pomiędzy stacjami Sens i Villeneuve-sur-Yonne.

## Historia
Stacja została otwarta w 1849 roku.